# Fuente de Neptuno (Plaza Navona, Roma)

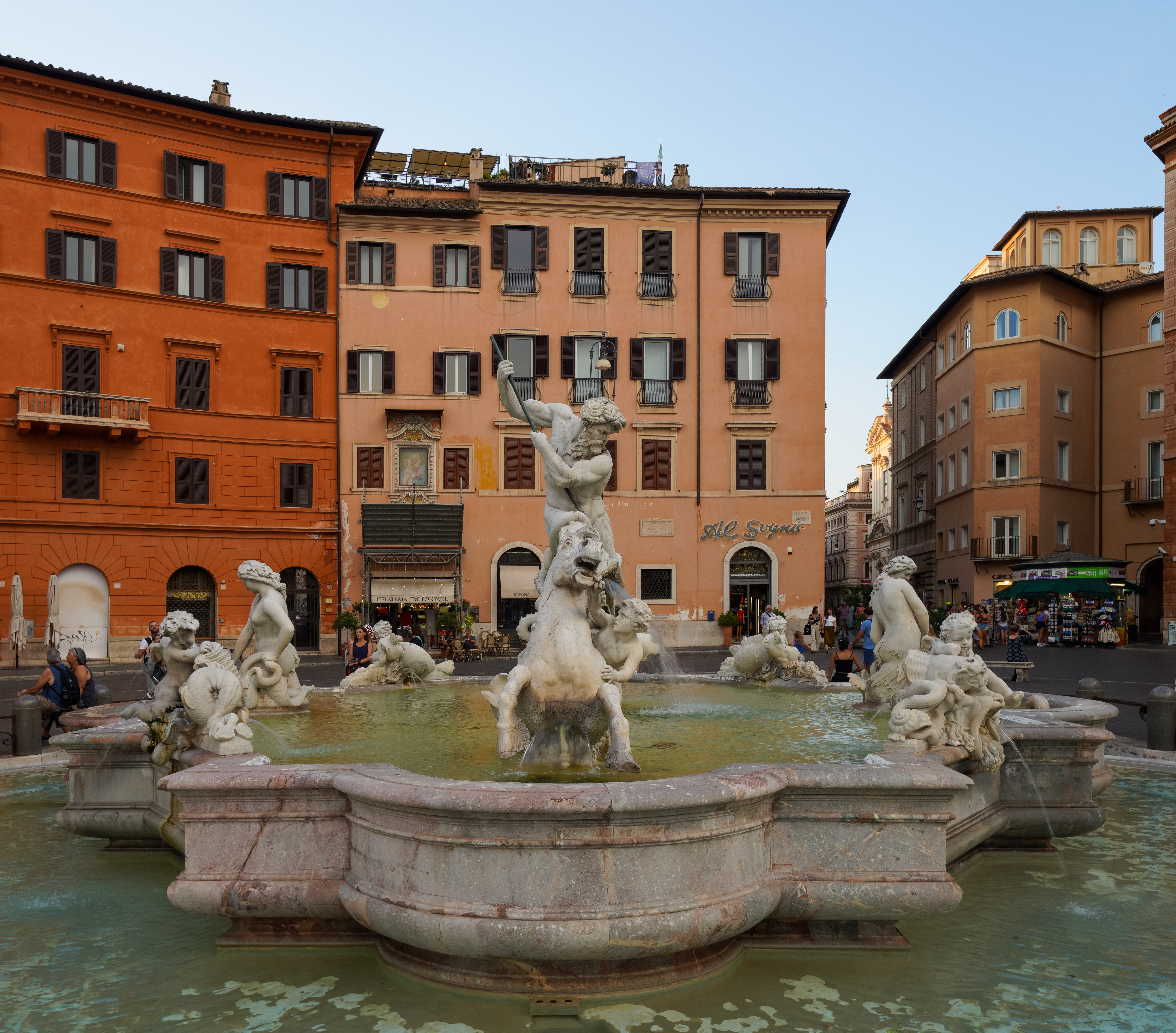
fuente de Neptuno en Roma

La escultura de la Fuente de Neptuno, se encuentra en el extremo norte de la Piazza Navona de Roma (Italia) y fue ideada y cincelada por el escultor y arquitecto Giacomo della Porta en 1574 bajo el papado de Benedicto XIV, durante la época del barroco temprano.
La fuente se compone de una base formada de una gran piscina elíptica bajo una piscina estrellada, coronada esta última en su centro por una estatua de Neptuno atacando a leones marinos, siendo rodeada ésta en cada uno de sus puntos cardinales por cuatro nereidas. Además en algunos puntos de la fuente podemos observar estatuas de caballos huyendo. Sin embargo, estas esculturas fueron colocadas tres siglos después de la creación de la fuente en una restauración realizada mediante un concurso que organizó el ayuntamiento de Roma para crear una mayor concordancia con las esculturas de la ciudad.
Un detalle a tener en cuenta es que el arquitecto y escultor Gian Lorenzo Bernini, creador de la fuente principal de la Piazza Navona (Fuente de los Cuatro Ríos), hizo unos retoques en la estructura de la fuente un siglo después, en 1651, por lo que la fuente no tiene un riguroso orden simétrico.
Las estatuas que representa la fuente hacen alusión al dios Neptuno (normalmente representado con un tridente) luchando contra criaturas marinas y creando una situación de caos en la que los caballos salen corriendo de la cuenca y las nereidas se muestran tranquilas junto al Dios.